# Олександрівська сільська рада (Гребінківський район)
Олександрівська сільська рада — колишній орган місцевого самоврядування у Гребінківському районі Полтавської області з центром у селі Олександрівка.
05.02.1965 Указом Президії Верховної Ради Української РСР передано Олександрівську сільраду Лубенського району до складу Оржицького району.

## Населені пункти
Сільраді були підпорядковані населені пункти:
- c. Олександрівка
- с. Високе
- с. Осавульщина
- с. Павлівщина
- с. Сімаки